# Internationale Sommerakademie Ettal
Die Internationale Sommerakademie  ist eine 1977 von   Kurt Pahlen gegründete Sommerakademie zur Ausbildung von Nachwuchsmusikern in verschiedenen Meisterkursen. Seit 2017 wird sie im Kloster Ettal veranstaltet.

## Geschichte
Die Grundidee für die Internationale Sommerakademie lieferte Kurt Pahlen, als er 1977 mit einigen  Musikerfreunden wie Sándor Végh, Peter-Lukas Graf und der Sängerin Sena Jurinac spontan sechs Dozenten zu einem Lehrkörper versammelte und die erste Akademie mit sechzig Studenten aus verschiedenen Ländern durchführte. Bis 2016 wurde sie an der Lenk, Schweiz, veranstaltet. Mit dem 40. Jubiläum wird sie als Veranstaltung des Klangakzente e.V. im Kloster Ettal ausgerichtet.
Dozenten wie Sándor Végh, Thomas Demenga oder Eduard Brunner prägten die Akademie. Heute leisten Musiker wie Ana Chumachenco, Nora Chastain, Troels Svane oder Adrian Oetiker Arbeit für die Bildung von Nachwuchskünstlern.
Musiker wie Julia Fischer, Bomi Song, aber auch die heutigen Dozenten Adrian Oetiker, Nora Chastain und Adelina Oprean wurden von den Dozenten der Akademie geschult.

## Meisterkurse
Während der Internationalen Sommerakademie werden in der Regel 6–8 Meisterkurse angeboten. Es werden Meisterkurse für Violine, Viola, Cello, Klavier und Gesang angeboten. Regelmäßig unterrichten hier Ana Chmumacenco, Nora Chastain, Adelina Oprean, Anke Dill, Silvia Simionescu, Conradin Brotbek, Troels Svane und der künstlerische Leiter Adrian Oetiker.
Im August 2018 finden Meisterkurse von Nora Chastain (Violine), Anke Dill (Violine), Silvia Simionescu (Viola), Conradin Brotbek (Cello), Troels Svane (Cello), Christiane Iven (Gesang) und Adrian Oetiker (Klavier) statt.
Alle Meisterkurse sind öffentlich.
Durch die Internationalität dieser Akademie treffen Musiker aus vielen verschiedenen Nationen und Kulturkreisen aufeinander, tauschen sich aus und musizieren miteinander. Dieses Zusammentreffen fördert den interkulturellen Dialog, neue Sichtweisen und Blickwinkel und stellt damit einen essenziellen Bestandteil der persönlichen Entwicklung dar.

## Akademiekonzerte
Es finden jeden Abend, außer an Tagen der Sommerfestival-Konzerte, Akademiekonzerte statt, um den musikalischen Nachwuchs gezielt auf die spätere Konzerttätigkeit vorzubereiten und die hierfür nötige Routine zu trainieren. Diese Vielzahl an Auftrittsmöglichkeiten für Studenten ist außergewöhnlich für eine Akademie und ermöglicht es den jungen Musikern, sich in diesen zwei Wochen einem Publikum häufig zu präsentieren.    
Es ist die Symbiose aus Ausbildungsstätte und Konzertangeboten, die einen so fruchtbaren Nährboden für die musikalische Entwicklung der Studierenden bietet und den Konzertbesuchern und Klassikliebhabern ein Konzerterlebnis auf höchstem Niveau bietet.    

## Sommerfestival
Zusätzlich wird in dieser Zeit ein Sommerfestival in Ettal stattfinden, bei dem die Professoren – auch gemeinsam mit Studenten – bei zahlreichen Konzerten auftreten. Es ist eine besondere Erfahrung zusammen mit den renommierten Musikern im Konzert aufzutreten und von deren langjähriger Konzerterfahrung zu profitieren.